# Charles-Laurent Tanchard
Charles-Laurent Tanchard est un homme politique français né le 19 décembre 1794 à Cuse-et-Adrisans (Doubs) et mort le 28 septembre 1868 à Cuse-et-Adrisans.

## Biographie
Après avoir fait les campagnes napoléoniennes de 1813 à 1815, il est clerc de notaire puis agriculteur. Maire de Cuse en 1825. Il est juge de paix de 1830 à 1848 et conseiller général en 1842. Sous-commissaire du gouvernement à Baume-les-Dames en février 1848, il est député du Doubs de 1848 à 1849, siégeant à gauche.

## Sources
- « Charles-Laurent Tanchard », dans Adolphe Robert et Gaston Cougny, Dictionnaire des parlementaires français, Edgar Bourloton, 1889-1891 [détail de l’édition]